# Pteropus howensis
Pteropus howensis е вид бозайник от семейство Плодоядни прилепи (Pteropodidae).

## Разпространение
Видът е разпространен в Соломонови острови.